# Andricus grossulariae
Andricus grossulariae är en stekelart som beskrevs av Giraud 1859. Andricus grossulariae ingår i släktet Andricus och familjen gallsteklar. Inga underarter finns listade i Catalogue of Life.